# 岡山県道463号長谷小串線
岡山県道463号長谷小串線（おかやまけんどう463ごう ながたにこぐしせん）は、岡山県岡山市南区から玉野市を経由して、岡山市南区に至る一般県道である。

## 概要
岡山市南区飽浦（あくら）から玉野市を経由して、岡山市南区小串に至る。
児島半島の東部、金甲山登山口（岡山県道399号金甲山線との交点）から東端の小串地区まで、標高200 m前後の尾根上を東西に進む道路である。道幅は近くの国民宿舎おかやま桃太郎荘付近から西端の岡山県道74号倉敷飽浦線交点までの数百mは片側1車線で整備されている。残りの大部分の区間は片側1車線が確保されていないが、概ね道幅は広く行き違いも容易。
尾根上の途中の2ヶ所には広い駐車スペースが設置されている。

### 路線データ
- 起点：岡山県岡山市南区飽浦（岡山県道399号金甲山線交点）
- 終点：岡山県岡山市南区小串（岡山県道74号倉敷飽浦線交点）
- 総延長：7.5 km

## 歴史
- 1980年（昭和55年）7月1日 - 岡山県告示第566号により認定される。

## 地理
尾根を通過しているため岡山市と玉野市境と何度も交差している。

### 通過する自治体
- 岡山市（南区）
- 玉野市
- 岡山市（南区）

### 交差する道路
| 交差する道路           | 交差する場所 | 交差する場所 |
| ---------------------- | ------------ | ------------ |
| 岡山県道399号金甲山線  | 飽浦         | 起点         |
| 岡山県道74号倉敷飽浦線 | 小串         | 終点         |

### 沿線
- 国民宿舎おかやま桃太郎荘[注釈 1]
- 貝殻山
- 八丈岩山

### 峠
- シアケ峠（岡山市南区）
- 畑山峠（岡山市南区）